# Miel Verrijken
Emile (Miel) Verrijken (Antwerpen, 28 april 1932 - Brasschaat, 24 december 2011) was een Belgisch advocaat en  politicus voor Vlaams Blok / Vlaams Belang.

## Levensloop
Hij was beroepshalve advocaat.
Van 1995 tot 2000 en voor enkele maanden in 2006 was hij voor het Vlaams Blok en het Vlaams Belang gemeenteraadslid van Antwerpen.
Bij de eerste rechtstreekse verkiezingen voor het Vlaams Parlement van 21 mei 1995 werd hij verkozen in de kieskring Antwerpen. Ook na de volgende Vlaamse verkiezingen van 13 juni 1999 bleef hij Vlaams volksvertegenwoordiger tot januari 2004, waarna hij opgevolgd werd door Johan Van Brusselen.